# أحسن التواريخ
أحسن التواريخ هو تاريخ فارسي عالمي ألَّفه المؤرخ الصفوي حسن بيك روملو في عام 1578. في الأصل، فهو يضم اثني عشر مجلدًا، ولكن لم ينجُ إلا مجلدان فقط.
يقدم هذا السجل سردًا تاريخيًا مفصلاً لجزء كبير من العالم الفارسي. وعلى النقيض من السجلات المعاصرة الأخرى، يتميز هذا الكتاب بتغطيته التفصيلية للدول المحيطة بإيران الصفوية، وخاصة الإمبراطورية العثمانية وخانية بخارى.